# Els Roper
Els Roper (títol original en anglès, George and Mildred) és una sèrie de televisió de comèdia de situació britànica produïda per Thames Television i emesa per primera vegada entre 1976 i 1979. Es tracta d'un sèrie derivada de Man About the House, i va ser protagonitzada per Brian Murphy i Yootha Joyce com un matrimoni en lluita constant, en George i la Mildred Roper. A la sèrie, en George i la Mildred abandonen el pis, tal com es mostra a Man About the House, i es traslladen a una urbanització moderna i de luxe a Hampton Wick. La seva arribada horroritza el seu veí esnob Jeffrey Fourmile, un agent immobiliari de classe mitjana que tem que la presència dels Roper devaluï la seva casa. Es va doblar al català per a TV3 amb les veus protagonistes de Josep Maria Angelat i Glòria Roig.
Va ser escrita per Brian Cooke i Johnnie Mortimer. Com moltes comèdies de situació britàniques, d'Els Roper se'n va produir una pel·lícula. La pel·lícula estava dedicada a l'actriu Yootha Joyce que va morir sobtadament l'agost de 1980, just quan el repartiment estava a punt de filmar una sisena i última sèrie.
Els Roper va ser adaptada als Estats Units com a The Ropers, una sèrie derivada de Three's Company, que era alhora l'adaptació als Estats Units de Man About the House.